# Rezerwat przyrody Księżostany
Księżostany – leśny rezerwat przyrody w gminie Łabunie, w powiecie zamojskim, w województwie lubelskim. Leży na terenie Nadleśnictwa Tomaszów.
- powierzchnia (dane z nadleśnictwa oraz według aktu powołującego): 50,55 ha
- rok utworzenia: 2003
- dokument powołujący: Rozporządzenie nr 84 Wojewody Lubelskiego z 31 grudnia 2003 roku w sprawie uznania za rezerwat przyrody (Dz. Urz. Województwa Lubelskiego z 2004 r. Nr 3, poz. 32).
- przedmiot ochrony (według aktu powołującego): zachowanie ze względów naukowych i dydaktycznych naturalnej buczyny karpackiej – formy podgórskiej ze starodrzewem bukowym, występującej w pobliżu północno-wschodniej granicy zwartego zasięgu buka.

Rezerwat jest częścią kompleksu leśnego znajdującego się na północnej krawędzi Roztocza Tomaszowskiego, na granicy zlewni Wieprza i Bugu. Wśród roślin chronionych występują m.in.: bluszcz pospolity, kalina koralowa, kopytnik pospolity, lilia złotogłów, podkolan biały, podkolan zielonawy i wawrzynek wilczełyko.